# Uluazapa
Uluazapa é um município localizado no departamento de San Miguel, em El Salvador.